# Levon Kendall
Levon Kendall, né le 4 juillet 1984 à Vancouver, au Canada, est un joueur canadien de basket-ball. Il évolue aux postes d'ailier fort et de pivot.